# Kuzmelina kusnezowi
Kuzmelina kusnezowi is een vlokreeftensoort uit de familie van de Gammaridae. De wetenschappelijke naam van de soort is voor het eerst geldig gepubliceerd in 1894 door Sowinsky.